# Blanot (Saône-et-Loire)
Blanot település Franciaországban, Saône-et-Loire megyében. Lakosainak száma 196 fő (2022. január 1.). Blanot Chissey-lès-Mâcon, Azé, Bissy-la-Mâconnaise, Bray, Cortambert, Donzy-le-Pertuis és Saint-Gengoux-de-Scissé községekkel határos.

## Népesség
A település népességének változása:
| Lakosok száma | 153  | 161  | 170  | 177  | 180  | 181  | 181  | 190  | 196  |
|               | 2013 | 2015 | 2016 | 2017 | 2018 | 2019 | 2020 | 2021 | 2022 |